# Qanāt-e Sāmān
Qanāt-e Sāmān (persiska: قنات سامان, بيد شيرين, سری جنگان) är en ort i Iran.   Den ligger i provinsen Kerman, i den sydöstra delen av landet, 900 km sydost om huvudstaden Teheran. Qanāt-e Sāmān ligger 2 733 meter över havet och antalet invånare är 396.
Terrängen runt Qanāt-e Sāmān är huvudsakligen kuperad, men österut är den platt.Runt Qanāt-e Sāmān är det glesbefolkat, med 17 invånare per kvadratkilometer. Närmaste större samhälle är Darb-e Behesht, 2,1 km norr om Qanāt-e Sāmān. Trakten runt Qanāt-e Sāmān är ofruktbar med lite eller ingen växtlighet.